# 세인트 데이비즈 (쇼핑 센터)
세인트 데이비즈(영어: St David's) 또는 데위 산트(웨일스어: Dewi Sant)는 웨일스 카디프 시티 센터에 있는 주요 쇼핑 센터 중 하나이다. 영국에서 12번째로 규모가 큰 쇼핑 센터이다. 1981년 1월부터 공개되고 있었으나, 1981년 3월 24일까지 공식적으로 개장하지 않았다. 2009년 10월 22일, 확장을 하여 새로 공개되었다.